# 어떤 여자들
《어떤 여자들》(영어: Certain Women)은 2016년 미국의 드라마 영화이다. 켈리 라이카트 감독의 작품으로 메일리 멜로이의 단편소설집 《지금 두 가지 길을 다 갈 수만 있다면》의 이야기를 재구성하여 각색했다. 로라 던, 크리스틴 스튜어트, 미셸 윌리엄스, 제임스 러그로 등이 출연한다. 2016년 1월 선댄스 영화제에서 처음 공개되었다.

## 줄거리
막 봄이 온 몬태나주를 배경으로 서로 조금씩 관계되어 있는 세 명의 여자들의 이야기가 펼쳐진다. 

### 로라의 이야기
작은 마을 리빙스턴에 사무실을 운영하는 변호사 로라는, '풀러'라는 골치아픈 클라이언트를 8개월 동안이나 상대하고 있다. 이 노인은 산업재해로 직장에서 해고된 후 소송을 걸겠다면서 몇 개월 동안이나 로라를 괴롭히는데, 그가 이미 회사와 합의를 했기에 소송이 불가능하다고 아무리 조언해도 듣지를 않았다. 로라가 결국 다른 남자 변호사에게 풀러를 데려가고, 그 변호사는 로라와 정확히 똑같은 조언을 해주자 그제서야 풀러는 받아들인다. 로라의 차를 타고 돌아오는 길에 풀러는 범죄를 암시하는 언동을 보여 로라의 빈축을 산다.
그날 밤 로라는 경찰의 연락을 받는다. 나가보니 풀러가 그의 해고된 직장에서 경비원을 인질로 잡고 인질극을 벌이고 있었다. 로라는 경찰의 요청으로 방탄조끼를 입고 풀러를 설득하러 건물 안으로 들어간다. 풀러는 경비원을 어설프게 위협하고 있었고, 로라를 보자 회사에서 작성한 파일을 읽으라고 던져준다. 파일에는 회사가 풀러를 속여서 정당한 보상을 받지 못하게 한 내용이 담겨 있었다. 풀러는 자기는 뒷문으로 도망가겠다며 로라에게는 정문으로 나가 자기가 등 뒤에서 위협하고 있다고 거짓말을 하게 한다. 정문으로 나간 로라는 풀러가 뒷문으로 도망쳤다는 걸 그냥 발설해버리고 결국 풀러는 체포된다.

### 지나의 이야기
지나는 남편 라이언, 딸 거스리와 함께 살고 있다. 그러나 도시에서 벗어나 한적한 시골에 집을 짓고 살고 싶어한다. 부부는 가족 야영을 하고 집으로 돌아가는 길에 평소 알고 지내던 앨버트 노인과 만나서, 소유하고 있는 사암을 팔라고 설득하지만 노인은 지나보다는 남편인 라이언과만 얘기하려고 한다. 결국 사암을 구매한 부부는 며칠 뒤 트럭과 인부들을 가지고 사암을 실어간다. 그러나 지나는 여전히 노인에게 무시당한다.

### 제이미의 이야기
제이미는 벨프리의 어느 외딴 마을에서 말을 돌보는 일을 하며 농장에서 홀로 겨울을 보낸다. 어느 날 야간학교에서 그녀는 법을 강의하는 젊은 변호사 베스에게 관심을 갖게 된다. 제이미는 베스가 수업을 마칠 때를 기다려 같이 식사를 하며 담소를 나눈다. 베스는 리빙스턴에 살면서 먼 거리를 달려 벨프리에서 강의를 하러 온다고 하였다. 제이미는 법에는 관심이 없지만 베스를 만나기 위해 꾸준히 출석을 한다. 하루는 차 대신 말을 타고 베스를 만나러 가서 식사를 하기도 한다.
그러던 어느 날 베스가 갑자기 강의를 그만두게 된다. 충격을 받은 제이미는 곧바로 차를 운전해서 리빙스턴으로 가서는, 하룻밤을 기다려 수소문한 끝에 제이미는 법률 사무소 앞에서 베스와 만난다. 제이미가 베스가 만나고 싶어 여기까지 왔다고 하자 베스는 당황하여 대답을 하지 못하고, 그러자 제이미는 망설임 없이 떠난다. 돌아오는 길에 그만 차 안에서 잠이 든 제이미는 탈선 사고를 일으킨다.

### 에필로그
시간이 흘러 로라는 수감된 풀러를 면회하러 찾아간다. 풀러는 그녀의 행동을 이해한다면서 그저 감옥 안에서 외롭지 않게 편지나 해달라고 부탁하고, 로라는 알겠다고 한다. 지나는 그녀 소유의 땅에서 친구들과 바비큐 파티를 벌인다. 제이미는 여전히 농장에서 일을 해나간다.

## 출연진
- 로라 던 - 로라 웰스
- 크리스틴 스튜어트 - 베스 트래비스
- 미셸 윌리엄스 - 지나 루이스
- 릴리 글래드스턴 - 제이미
- 제임스 러그로 - 라이언 루이스
- 재러드 해리스 - 풀러
- 러네이 오베어전와 - 앨버트
- 세라 로디어 - 거스리 루이스

## 개봉
《어떤 여자들》은 2016년 선댄스 영화제에서 1월 24일 초연되었고, 이후 토론토 영화제, 뉴욕 영화제 등지에서 상영되었다. 10월 14일 북미 지역 극장에서 개봉되었다. 배급사는 IFC 필름이다.
대한민국에서는 2017년 초 서울국제여성영화제, 무주산골영화제 등지에서 상영되었으며, 2017년 7월 5일 소니 픽처스의 DVD가 발매되었다.

## 평가

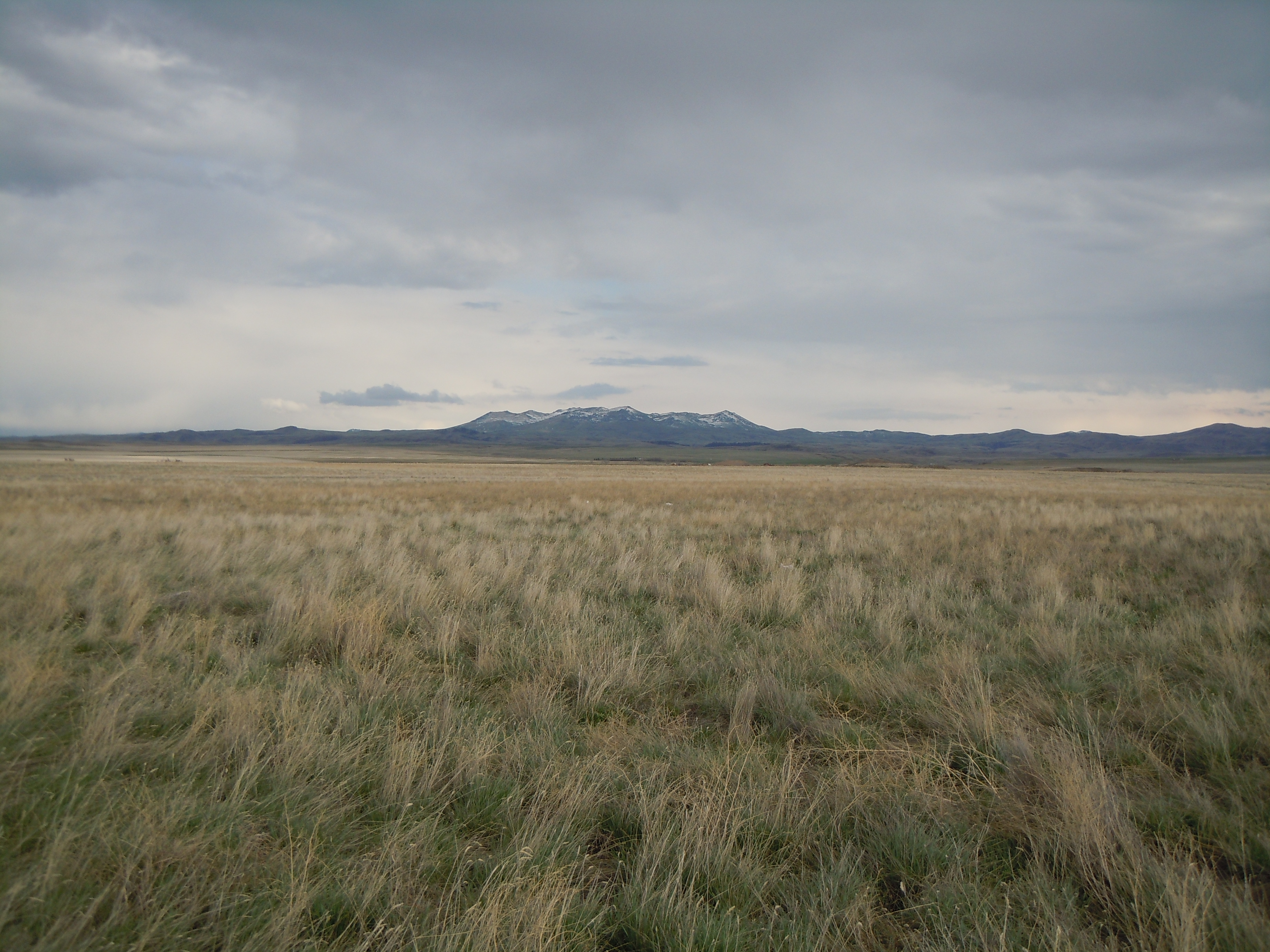
실제 몬태나주의 풍경.

듀나는 듀나의 영화 낙서판에 쓴 리뷰에서 영화의 특징을 '관계의 일방성'으로 표현하며, 남의 이야기를 들어주는 여자들의 이야기를 통해 일반적인 남성 중심 이야기를 여성 관점으로 뒤집어 보는 영화라고 평하였다. 허문영 평론가는 한겨레에 기고한 칼럼에서, 영화의 서사보다도 황량한 몬태나 벌판이라는 배경에 주목하여, '인물들은 접촉의 희망을 잃어가지만, 풍경은 거의 만져질 듯 생생하게 묘사돼, 영화를 보는 동안 인물들의 이야기를 듣는 게 아니라 그 장소를 살아가는 듯한 느낌에 빠진다'라고 영화를 묘사했다.
프랑스 영화지 카예 뒤 시네마는 본 영화를 2017년 최고의 영화 중 3위로 선정하였다. 1위는 《트윈 픽스》, 2위는 《잔 다르크의 어린 시절》이었다.